# Carl-Gustaf Lindstedt

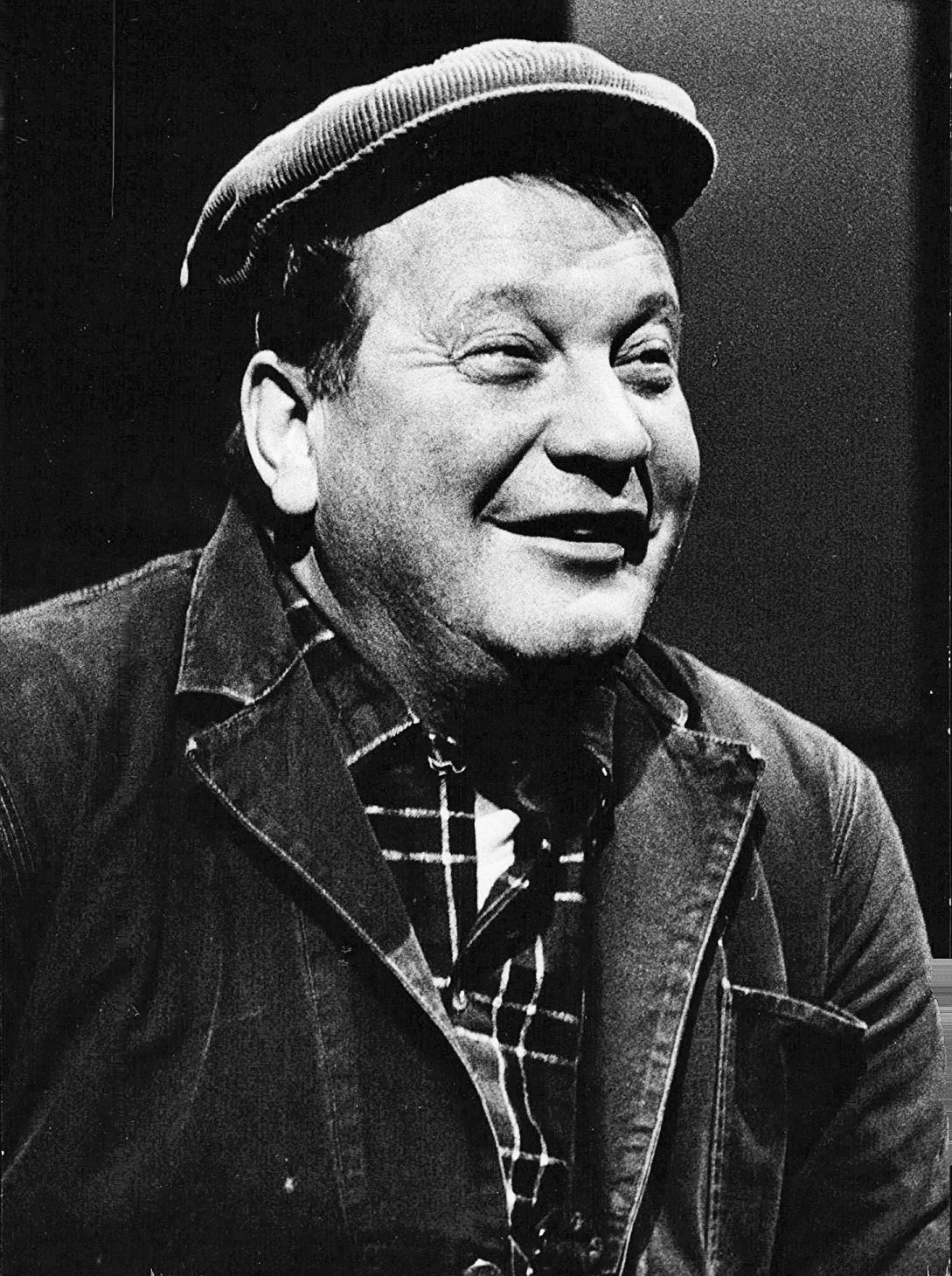
Carl-Gustaf Lindstedt en el musical de Ernst Bruun Olsen "Bal i den borgerlige" (1968)

Carl-Gustaf Lindstedt (24 de febrero de 1921 - 16 de enero de 1992) fue un actor, humorista e intérprete de revista de nacionalidad sueca. Fue padre del también actor Pierre Lindstedt.

## Biografía
Su nombre verdadero era Karl Gustav Lindstedt, y nació en Estocolmo, Suecia. Se inició como actor aficionado de la asociación Unga Örnar, y también de la Organización de la juventud social demócrata de Suecia. Conoció a Gunnar Lindkvist y a Nils Ohlson en 1942, formando el trío cómico Tre Knas, el cual ganó fama con la canción Det ringer, det ringer, la cual fue grabada en disco. Tre Knas entró a formar parte en 1946 del elenco que Gösta Bernhard y Stig Bergendorff formaban para Casinorevyn.
Lindstedt se convirtió rápidamente en uno de los actores favoritos del público del Casino. Allí conoció a Arne Källerud, con el cual Lindstedt trabajó en muchas revistas, películas y programas radiofónicos. Su serie radiofónica Räkna med bråk fue un gran éxito a finales de la década de 1950. En 1957 Lindstedt y Källerud adquirieron el teatro Nöjeskatten, en Estocolmo, que dirigieron hasta 1963, con éxitos de público como Fly mej en greve y Svenska Floyd. Varios de sus números y monólogos cómicos se convirtieron en clásicos que todavía se emiten por la radio y se editan en formato CD, como es el caso de Bilskolläraren, Pip i luftrören y Är pappa hemma?.
Lindstedt debutó en el cine en 1948 con Lilla Märta kommer tillbaka, actuando después en comedias como Hjälpsamma herrn, Suss gott y Janne Vängman och den stora kometen. Más adelante se le dio la oportunidad de mostrar su talento como actor de carácter. Hizo una buena actuación en la cinta de Kjell Grede Harry Munter (1969), la cual le valió un Premio Guldbagge. Actuó en la serie televisiva de Sveriges Television Broster, Broster! (1971), y continuó su colaboración con Kjell Grede en el film Klara Lust 1972. Fue elogiado por su papel de Comisario Martin Beck en la película de Bo Widerberg Mannen på taket, así como por el de Willy Loman en En handelsresandes död (1979), una producción televisiva de Widerberg. Otro de sus papeles destacados fue el de Primus Svensson en la serie televisiva Babels hus (1981). También ganó fama Lindstedt por su participación en emisiones televisivas como Gubben i lådan, Hylands hörna, Pratmakarna y Teskedsgumman, junto a Birgitta Andersson. 
En el año 1973 se reunió el viejo elenco del Casino para actuar con gran éxito en revistas representadas en el Teatro Intiman hasta el 1980. En los años 1980, Lindstedt actuó en el Vasateatern, en Estocolmo, con producciones como Spanska Flugan (438 representaciones), Gamle Adam, Leva loppan y Inte nu, älskling.
Fue autor de dos revistas propias: Carl-Gustafs nöjesmaskin y Carl-Gustafs lekstuga. Su carrera llegó a su fin en el teatro Dramaten, donde encarnaba al abuelo en Broadway nästa en 1991, falleciendo antes de que finalizaran las representaciones de la obra.
Lindstedt recibió varios premios a lo largo de su carrera. En 1974 recibió la medalla de oro del sindicato teatral sueco.  En 1980 recibió la Beca De Wahl, y en 1987 la Beca Carl Åkermark concedida por la Academia Sueca. 
Carl-Gustaf Lindstedt se casó en 1943 con Tully Johansson (1921–2003), con la que tuvo tres hijos, Pierre Lindstedt (nacido en 1943), Pia Lindstedt (1949) y Peggy Lindstedt (1958). El actor falleció en Estocolmo en 1992
a causa de un infarto agudo de miocardio, y fue enterrado en el Cementerio de la Iglesia de Kungsholms.

## Filmografía (selección)

### Actor
- 1948 : Lilla Märta kommer tillbaka
- 1948 : Loffe som miljonär
- 1949 : Lattjo med Boccaccio
- 1949 : Pippi Långstrump
- 1950 : Loffe blir polis
- 1950 : Motorkavaljerer
- 1950 : Stjärnsmäll i Frukostklubben
- 1950 : Påhittiga Johansson
- 1950 : Anderssonskans Kalle
- 1950 : Regementets ros
- 1951 : Tull-Bom
- 1951 : Spöke på semester
- 1951 : Hon dansade en sommar
- 1952 : Klackarna i taket
- 1952 : Oppåt med Gröna Hissen
- 1953 : Det var dans bort i vägen
- 1953 : Terras fönster nr 7
- 1954 : Hjälpsamma herrn
- 1955 : Mord, lilla vän
- 1955 : Kvinnodröm
- 1955 : Hoppsan!
- 1955 : Janne Vängman och den stora kometen
- 1955 : Flicka i kasern
- 1956 : Suss gott
- 1957 : Räkna med bråk
- 1959 : Guldgrävarna
- 1959 : Fly mej en greve
- 1961 : Svenska Floyd
- 1962 : En nolla för mycket
- 1962 : Vi fixar allt
- 1964 : Wild West Story
- 1964 : Blåjackor
- 1965 : Här kommer bärsärkarna
- 1965 : Calle P
- 1967 : Åsa-Nisse i agentform
- 1967 : En sån strålande dag
- 1967 : Gumman som blev liten som en tesked (TV)
- 1968 : Freddy klarar biffen
- 1969 : Harry Munter
- 1970 : Rötmånad
- 1971 : Broster, Broster! (TV)
- 1972 : Klara Lust
- 1972 : Mannen som slutade röka
- 1972 : Risbastu (TV)
- 1973 : Teskedsgumman (TV)
- 1973 : Gamen
- 1975 : Kom till Casino
- 1975 : I död mans spår
- 1976 : Mannen på taket
- 1979 : En handelsresandes död (TV)
- 1980 : Blomstrande tider
- 1981 : Babels hus (TV)
- 1981 : Snacka går ju...
- 1983 : Teskedsgumman (TV)
- 1984 : Pengarna gör mannen
- 1985 : Hålet
- 1985 : Examen
- 1987 : Malacca
- 1990 : Hemligheten
- 1990 : Främmande makt (TV)

### Guionista
- 1954 : Hjälpsamma herrn
- 1959 : Guldgrävarna
- 1959 : Fly mej en greve

## Teatro
- 1952 : Här håller vi hus, de Nils Perne, Sven Paddock, Lars Perne y Carl-Gustaf Lindstedt, dirección de Sven Paddock, Scalateatern[3]
- 1966 : La extraña pareja, de Neil Simon, dirección de Stig Ossian Ericson, Intiman[4]
- 1968 : Varför är det så ont om Q, de Hans Alfredson, dirección de Lars-Erik Liedholm, Dramaten
- 1969 : Snark, de Spike Milligan, dirección de Thor Zackrisson, Maximteatern[5]
- 1972 : Sånt folk!, de Carl Zetterström, dirección de Lars Amble, Maximteatern[6]
- 1981 : Spanska flugan, de Franz Arnold y Ernst Bach, dirección de Per Gerhard, Vasateatern[7]
- 1984 : Gamle Adam, de Franz Arnold y Ernst Bach, dirección de Per Gerhard, Vasateatern[8]
- 1985 : Min käre man, de Pierrette Bruno, dirección de Per Gerhard, Vasateatern
- 1986 : Leva loppan, de Georges Feydeau, dirección de Pierre Fränckel, Vasateatern
- 1987 : Sé infiel y no mires con quién, de Ray Cooney, dirección de Peter Dalle, Vasateatern
- 1990 : Skrattverket, dirección de Mille Schmidt, Intiman[9]
- 1991 : Broadway nästa, de Neil Simon, dirección de Staffan Roos, Dramaten